# Sapinuwa
Sapinuwa (ou Šapinuwa ; en turc : Şapinuva) est une ancienne ville hittite, située à 75 kilomètres au nord-est de la capitale de ce royaume, Hattusa. Ses ruines se trouvent à proximité de la ville contemporaine d’Ortaköy, située en Turquie, dans la province de Çorum, à 53 kilomètres au sud-est du chef-lieu éponyme de la province. Le site est situé entre les plaines d’Amasya à l’est et Alaca à l’ouest, près de la rivière Çekerek. Il a été fouillé au début des années 1990 par une équipe d’archéologues turcs dirigée par Aygül (université d’Ankara) et Mustafa (université d’Uludağ) Süel.
La ville couvrait un espace de 2,5 × 3 kilomètres, défendu par une forte enceinte. Son cœur est constitué par une citadelle juchée sur la partie la plus haute du site. Une part notable des constructions est réalisée en appareil cyclopéen (constitué de grandes pierres sèches, sans mortier pour les lier), comme pour Hattusa, qui a parfois bien survécu à l’épreuve du temps. 
Le bâtiment principal de la forteresse est appelé « bâtiment A », et sa base mesure 75 × 25 m. Il comptait sans doute plusieurs étages, peut-être jusqu’à trois. Il est organisé autour de deux cours, une situé au nord et l’autre au sud. Un incendie, qui n’a apparemment pas de caractère militaire, a causé sa destruction. Le bâtiment A a livré peu de mobilier, mais 3 lots de tablettes, constituant un ensemble de plus de 3 000 documents. Il s’agit pour une grande part de lettres envoyées par le roi, la reine ou des officiers du royaume hittite. D’autres textes ont un caractère religieux, notamment des rites de purification. Un grand nombre sont écrits en hourrite (alors que la correspondance est écrite en hittite), témoignant de l’influence de la culture hourrite sur la religion du royaume hittite. Il y avait d’ailleurs des scribes hourrites travaillant à Sapinuwa.
Un autre bâtiment important mis au jour est le « bâtiment B », lui aussi en appareil cyclopéen mais comportant aussi des structures en briques. Des poutres en cèdre ont également servi pour construire cet édifice. Le bâtiment B est constitué de grandes salles servant d’entrepôts, disposant de grandes jarres. 
Il apparaît d’après les textes que Sapinuwa était une ville importante dans le dispositif administratif et militaire du royaume hittite. Elle a probablement servi de résidence royale, peut-être pendant la destruction de Hattusa ou quand la cité était menacée par les Gasgas. Les textes ont également montré l’importance religieuse de la cité, confirmée par la présence de nombreux objets rituels sur le site.

## Ressources